# Antoine Zaccagnino
Antoine Zaccagnino est un architecte, désigner, décorateur, peintre, dessinateur et sculpteur français né le 22 février 1907 et mort le 11 octobre 1992.

## Biographie
Antoine Zaccagnino est un représentant du style architectural Mouvement moderne. En 1934, maître d'œuvre avec G. Jodart un immeuble de rapport et logement au 17, rue Jouvenet à Paris 16e dont la revue L'Architecte présente 5 figures et 1 plan. En 1937, il participe au projet d'aménagement de l'esplanade du Trocadéro pour l'exposition universelle de 1937,.